# Točionik
Točionik is een plaats in de gemeente Dubrovačko Primorje in de Kroatische provincie Dubrovnik-Neretva. De plaats telt 26 inwoners (2001).